# شروان (مدينة)
شروان أو شيروان (بالأذرية: Şirvan) إحدى مدن أذربيجان، كانت تسمّى «علي بيرملي» (بالإنجليزية Ali Bayramli) ، وقبلها "شاخفردي العربية" (Arab Shakhverdi).[بحاجة لمصدر]